# Argostemma laeve
Argostemma laeve är en måreväxtart som beskrevs av John Johannes Joseph Bennett. Argostemma laeve ingår i släktet Argostemma och familjen måreväxter.

## Underarter
Arten delas in i följande underarter:
- A. l. laeve
- A. l. setosum